# Tête de Nayemont
La tête de Nayemont est un sommet du massif des Vosges culminant à 965 mètres d'altitude.

## Toponymie
Tête désigne un sommet remarquable associé à une proéminence dont la partie supérieure prend le plus souvent une forme arrondie.

## Géographie

### Situation
C'est le point culminant de la commune d'Arrentès-de-Corcieux.
Du sommet, on bénéficie d'une vue panoramique à 360° qui englobe les sommets des Vosges, y compris celui du Hohneck, ainsi que les massifs environnants.

### Géologie
La montagne se caractérise par le fait qu'elle est composée de granite à sa base et de grès à son sommet, en raison de son emplacement à la lisière entre les Vosges gréseuses et granitiques. Par conséquent, le début de l'ascension est marqué par une inclinaison légère qui devient plus prononcée à mesure que l'on se rapproche du sommet en grès.